# Lycaena transversa
Lycaena transversa är en fjärilsart som beskrevs av Tutt 1906. Lycaena transversa ingår i släktet Lycaena och familjen juvelvingar. Inga underarter finns listade i Catalogue of Life.